# 花石纲遗址
花石纲遗址位于安徽省宿州市灵璧县娄庄镇蒋圩村，303省道北侧，余桥西至王赵沟一带。
此处遗址为北宋宣和年间的花石纲遗物，亦与隋唐大运河（通济渠灵璧段）相关。《宋史·陈遘传》所记。朱勔带领的花石纲船队行至今灵璧县蒋圩，与淮南转运使粮草兵船相遇。因汴河失修，两只船队难以同时通行，引起官兵哗变。淮南转运使陳遘下令逮捕朱勔。所运花石纲被掀翻于沿河坡岸，得以留存。
1950年代，此地田地中尚有遗石留存，称为“乱石河”、“旱河”。因两次修建公路之故，许多遗石被用于公路路基，未能保存。蒋圩村民众回忆，遗址所在，“有几块巨型的虎石就散落在村子的不远处，大约有几万斤之重，普通的人工根本无法搬运”。1980年代，发现花石纲遗址。
在当代，花石纲遗址被作为一处重要的遗迹点来调查。2002年，安徽省考古所组织大运河安徽段考古调查。2009年，安徽省考古所组织专业人员对隋唐大运河——通济渠灵璧段展开考古勘探工作，确定运河灵璧段走向、河床、河堤的宽度等。
2010年代时，留存的花石纲遗址东西长约700至1100米。南北宽约40米，整体地形为带状隆起，均高出地表约一米。遗址地表上大部分为农田和民房覆盖。因破坏运河遗址事件时有发生，灵璧县政府成立县长为组长的“隋唐大运河遗址保护工作领导小组”，将制定《花石纲遗址保护规划》、《隋唐运河遗址保护条例》，对遗址进行保护。
2013年3月，花石纲遗址做为安徽省的三个子项之一，一同列入第七批全国重点文物保护单位（古建筑）——大运河。安徽省人民政府在2019年4月的相关通知中确定，花纲石遗址的保护范围：考古勘探确认的遗址范围，面积1.37公顷。建设控制地带：保护范围外，四周15米。